# Ursus maritimus tyrannus
Ursus maritimus tyrannus (có nghĩa là gấu Bắc Cực bạo chúa) là một  phân loài của Gấu trắng Bắc Cực đã tuyệt chủng, được biết đến từ một mảnh xương trụ đơn lẻ được tìm thấy trong lớp sỏi tại sông Thames ở Cầu Kew, Luân Đôn. Nó được nhà cổ sinh vật học người Phần Lan Björn Kurtén đặt tên vào năm 1964 và được xem là từ một cá thể gần trưởng thành nhưng có kích thước tương đối lớn: chiều dài mảnh xương trụ ước tính khoảng 48,5 cm (19 in) khi hoàn chỉnh so với phần xương trụ của gấu bắc cực hiện đại ở độ tuổi vị thành niên dài 36–43 cm (14–17 in).
Một tài liệu tái nghiên cứu mẫu hóa thạch nhưng không được công bố cho thấy mẫu vật này thực chất là của một con gấu nâu.